# Velim (Chorwacja)
Velim – wieś w Chorwacji, w żupanii zadarskiej, w gminie Stankovci. W 2011 roku liczyła 123 mieszkańców.